# José Ramón Machado Ventura
José Ramón Machado Ventura, né le 26 octobre 1930 à San Antonio de las Vueltas, est un homme politique cubain.